# Patria potestas
Patria potestas (łac. „władza ojcowska”) – w prawie rzymskim władza przysługująca ojcu (pater familias), będącemu obywatelem rzymskim i osobą sui iuris, nad jego dziećmi i dalszymi zstępnymi. Prawo to zostało zlikwidowane po śmierci ostatniego cesarza rzymskiego.

## Powstanie władzy ojcowskiej
Władza ojcowska powstawała nad dziećmi zrodzonymi w ważnym rzymskim małżeństwie (iustum matrimonium; iustae nuptiae), co również odnosi się do wnuków (prawnuków, itd.) urodzonych w ważnych małżeństwach mężczyzn nadal podlegających władzy ojcowskiej (będących osobami alieni iuris). Poza tym mogła ona powstać poprzez przysposobienie, arrogację lub uznanie dziecka (legitymację).
W myśl zasady mater semper certa est (matka jest zawsze pewna) istniała możliwość dowodzenia pochodzenia dziecka od określonej kobiety. Wobec braku naukowych sposobów ustalenia ojcostwa, było ono domniemywane. Przyjmowano mianowicie, w myśl zasady pater [is] est, quem nuptiae demonstrant (ojcem jest ten na kogo wskazuje małżeństwo), że dziecko pochodzi od męża matki.

Dzieckiem zrodzonym w małżeństwie było takie, które urodziło się nie wcześniej niż w 182 dniu po zawarciu małżeństwa, ale nie później niż w 300 dniu po jego rozwiązaniu. Terminy te przyjęto pod wpływem greckiej nauki medycznej, wedle której ciąża mogła trwać od 182 do 300 dni. 

Iulius Paulus w księdze dziewiętnastej responsorum: Płód zrodzony w siódmym miesiącu jest już dojrzały, co przyjęto w oparciu o autorytet uczonego męża Hipokratesa. Dla tego należy uznać, że ten, który urodził się z prawego małżeństwa w siódmym miesiącu, jest prawym synem.

Władza ojcowska powstawała poprzez przyjęcie obcej osoby do rodziny. Mogło to mieć miejsce w drodze adopcji – gdzie jeden pater familias przekazywał władzę nad dzieckiem innemu, lub przez arrogację – gdzie pater familias uzyskiwał władzę nad mężczyzną sui iuris (też będącym pater familias).
Stosunkowo późno, bo dopiero za panowania cesarza Konstantyna, powstała możliwość uznania dzieci pochodzących z konkubinatu w drodze legitymacji.

## Treść władzy ojcowskiej
Władza ojcowska w prawie rzymskim, była władzą niemal absolutną. Jak zauważali sami Rzymianie, nie było takiego ludu, którego przedstawicielom przysługiwałyby tak szerokie uprawnienia wobec własnych dzieci.

Gaius: Takoż pod władzą naszą znajdują się nasze dzieci, spłodzone w prawym małżeństwie. To prawo właściwe jest obywatelom rzymskim (albowiem chyba nie ma żadnych innych ludzi, którzy mieliby nad swymi dziećmi taką władzę, jaką my mamy) co obwieszczono w edykcie boskiego Hadriana, wobec tych co się ubiegali u niego o obywatelstwo rzymskie dla siebie i swoich dzieci.

Ojciec miał nad dziećmi – najogólniej ujmując – prawo życia i śmierci (ius vitae ac necis). Mógł on nie przyjmować nowo narodzonego dziecka do rodziny – porzucić je (ius exponendi, expositio). Mógł oddać dziecko w mancipium, wynająć lub oddać w zastaw. Ostatecznie mógł nawet sprzedać je w niewolę („za Tyber”) - ius vendendi. Wyrażał zgodę na zawarcie przez podległe mu dziecko małżeństwa oraz mógł je w pewnych okolicznościach rozwiązać. Do obowiązków ojca należało np.: utrzymanie, wychowanie i opieka (officium, pietas) czy obowiązek wyposażenia córki wychodzącej za mąż.
Władzę tę, pochodzącą z czasów, gdy Rzymianie trudnili się przeważnie rolnictwem, ograniczały jedynie względy sakralne. Z czasem również ograniczały ją: wpływ opinii publicznej (nota cenzorska) oraz pewne obyczaje (np. wymóg – przy podejmowaniu ważnej decyzji rodzinnej – odbycia narady z krewnymi i przyjaciółmi bądź zasięgnięcia opinii sądu domowego, tzw. iudicium domesticum). Władza nad dziećmi z czasem podlegała kontroli ustawodawstwa cesarskiego.
Proces osłabienia patria potestas przybrał na sile z początkiem dominatu. Pojawiły się wówczas również pewne obowiązki ojca wobec dzieci, np. obowiązek alimentacyjny. Od czasów Kodyfikacji Justyniańskiej ojciec ostatecznie utracił prawo życia i śmierci nad dziećmi, w miejscu którego pozostało prawo karcenia.

## Wygaśnięcie władzy ojcowskiej
Patria potestas trwała co do zasady dożywotnio – gasła dopiero ze śmiercią patris familias. Żona zmarłego (jeżeli podlegała jego władzy) oraz jego dzieci (ale już nie wnuki) stawały się wówczas osobami sui iuris. Wnuki (i dalsi zstępni) dostawali się pod władzę swoich ojców – synów zmarłego. Analogicznie działo się z żonami synów, które do tej pory podlegały władzy teściów – władza nad nimi przechodziła na ich mężów.
Za życia ojca władza ojcowska gasła wskutek utraty obywatelstwa (capitis deminutio media), gdyż podmiotem patria potestas mógł być tylko obywatel rzymski. Władza gasła również w wypadku utraty wolności (capitis deminutio maxima), gdyż niewolnik nie mógł być podmiotem jakichkolwiek praw.
Władza ojcowska gasła, jeżeli dziecko uzyskało wysokie stanowisko kapłańskie (np. zostało kapłanką Westy, kapłanem Jowisza, w późnym cesarstwie biskupem) lub wysokie stanowisko urzędnicze (np. prefektem pretorian, konsulem – za Justyniana).
Osoba arrogowana traciła władzę ojcowską nad swoimi dziećmi na rzecz arrogującego (skutek capitis deminutio minima). Arrogowany odzyskiwał ją jednak w chwili śmierci arrogującego.
Sam pater familias mógł wreszcie znieść władzę ojcowską, dokonując emancypacji.